# Antonio Royo Marín
Antonio Royo Marín O.P. (Morella, 1913 – Pamplona, 17 aprile 2005) è stato un presbitero domenicano spagnolo.
È ricordato per essere stato un influente teologo e moralista che trasmise e compendiò in molte opere l'insegnamento e la spiritualità cattolica. La sua sensibilità e i suoi interessi lo condussero a rendere accettabile all'uomo contemporaneo la tradizione spirituale e teologica cristiana, cosa che lo fece rimanere in costante dialogo con le preoccupazioni della postmodernità.

## Biografia
Nel 1939 entrò nell'Ordine dei Domenicani e nel 1944 fu ordinato presbitero.
Fu professore emerito di Teologia Morale e Dogmatica dell'Università di San Esteban, a Salamanca. Ricevette dal papa Giovanni Paolo II la medaglia Croce pro Ecclesia et Pontifice, in considerazione della sua devozione per la Chiesa cattolica e per il papato.
Trascorse gli ultimi anni della sua vita a Madrid, fino a 15 giorni prima della sua morte, quando fu trasferito a Pamplona per ricevere cure mediche e dove morì nel 2005.

## Opere
- Teologia della perfezione cristiana, San Paolo Edizioni, 2003. ISBN 88-215-1289-4
- La lotta contro il demonio, San Paolo Edizioni, 2008. ISBN 88-215-6185-2
- Teologia della carità, Edizioni Paoline, 1965.
- Tre donne sante. Dottori della Chiesa. Teresa d'Avila, Caterina da Siena, Teresa di Lisieux, San Paolo Edizioni, 2007, ISBN 88-215-5965-3